# Davidson Yard

Der Davidson Yard ist ein Rangierbahnhof der Union Pacific Railroad (UP) in Fort Worth, Texas. Er liegt etwa fünf Kilometer südwestlich vom Stadtzentrum und erstreckt sich über fünf Kilometer nach Südwesten. Im Jahre 1923 als Lancaster Yard von der Texas and Pacific Railway (T&P) erbaut, wurde er in seinem fast 100-jährigen Bestehen mehrfach modernisiert und erweitert. Durch mehrere Übernahmen und Fusionen war er ab 1976 Teil der Missouri Pacific Railroad (MP) und ist seit Ende des 20. Jahrhunderts im Besitz der UP, die ihn heute im Großraum Dallas–Fort Worth–Arlington als Bestandteil eines der wichtigsten Eisenbahnknotenpunkte zwischen den Nord-Süd- und Ost-West-Verbindungen im Güterverkehr betreibt. Benannt ist der Rangierbahnhof seit 2007 nach dem ehemaligen Präsidenten der UP Richard K. Davidson.

## Geschichte

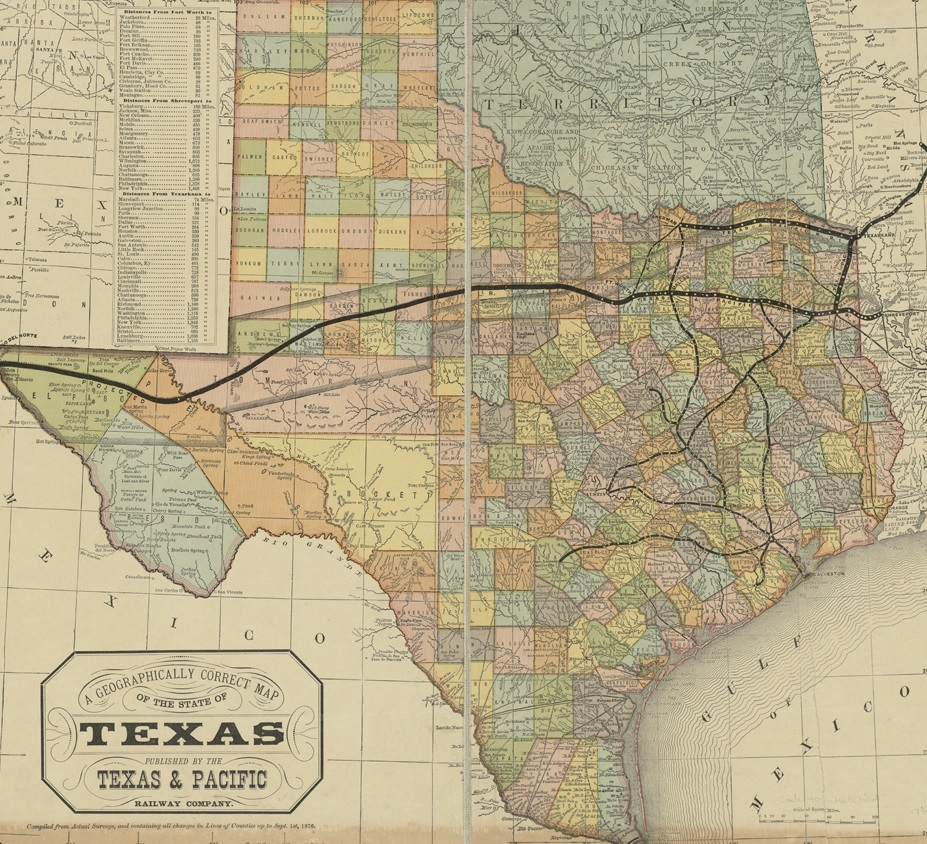
Geplantes Streckennetz der Texas and Pacific Railway von 1876

Die 1871 gegründete Texas and Pacific Railway (T&P) baute bis Anfang der 1880er Jahre ein Streckennetz durch Zentral-Texas von Marshall im Osten bis nach Sierra Blanca im Westen, wo der ursprünglich geplante Ausbau bis zur Pazifikküste schließlich durch den Anschluss an das Netz der Southern Pacific Railroad ersetzt wurde. In Fort Worth entwickelte sich einer der wichtigsten Eisenbahnknotenpunkte zwischen der Ost-West-Verbindung der T&P und den Nord-Süd-Verbindungen anderer Eisenbahngesellschaften. Die T&P erwarb 1926 in Fort Worth ein etwa 243 Hektar großes Areal südwestlich vom Stadtzentrum und errichtete hier bis 1928 einen modernen Rangierbahnhof mit einem großen Ringlokschuppen. Auf einer Gleislänge von insgesamt rund 100 km konnten hier durch 645 Mitarbeiter im kontinuierlichen Schichtbetrieb täglich 3.000 Güterwagen rangiert und 70 Dampflokomotiven gewartet werden. Der Bau des Lancaster Yard kostete rund 5 Mio US-Dollar, Namensgeber war der Präsident der T&P John L. Lancaster.
In den 1930er Jahren investierte die T&P weiter in ihre Infrastruktur in Fort Worth und errichtete entlang der ins Stadtzentrum führenden Strecke mit dem Terminal Warehouse und der T&P Station zwei große Gebäude im Stil des Art déco, die als Güterbahnhof und Lagerhaus bzw. Personenbahnhof und Bürogebäude dienten. Die Kapazität des vorgelagerten Lancaster Yard wurde bis in die 1940er Jahre auf täglich 5.000 Güterwagen erhöht. Mit der Zunahme des motorisierten Individualverkehrs und der Verlagerung des Gütertransportes auf die Straße, wurden Ende der 1960er Jahre der Personenverkehr und später die Nutzung der Gebäude gänzlich eingestellt. Die Missouri Pacific Railroad (MP) als Hauptaktionär der T&P modernisierte aber ab den 1960er Jahren den Rangierbahnhof, der zum hundertjährigen Bestehen der T&P 1971 in Centennial Yard umbenannt wurde. Bis 1976 ist die T&P schließlich in der MP aufgegangen, die Anfang der 1980er Jahre von der Union Pacific Railroad (UP) erworben und gleich der Southern Pacific bis Ende des 20. Jahrhunderts ins heutige Netz der UP vollständig integriert wurde. Die UP modernisierte den Rangierbahnhof erneut und benannte ihn 2007 zu Ehren des ehemaligen Präsidenten der Eisenbahngesellschaft Richard K. Davidson, der hier für die MP zu Beginn seiner Karriere in den 1960er und 1970er Jahren gearbeitet hatte, in Davidson Yard um.

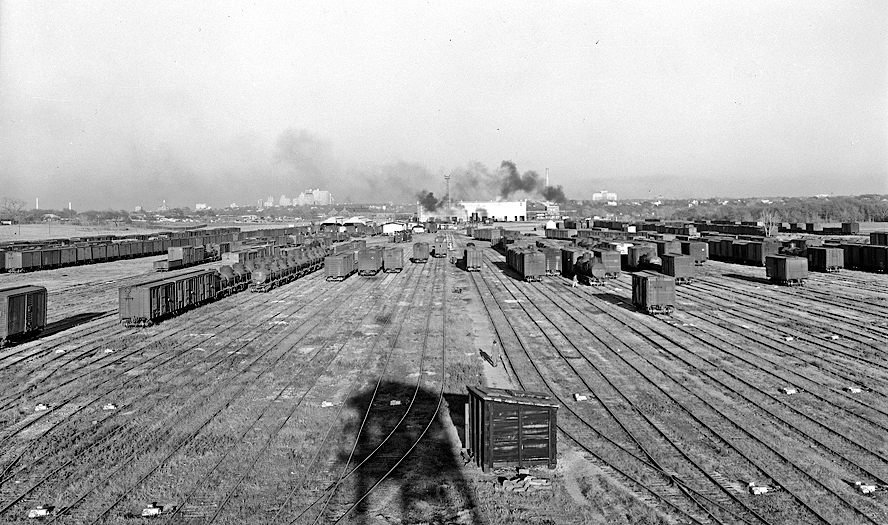
Lancaster Yard der Texas and Pacific Railway 1946
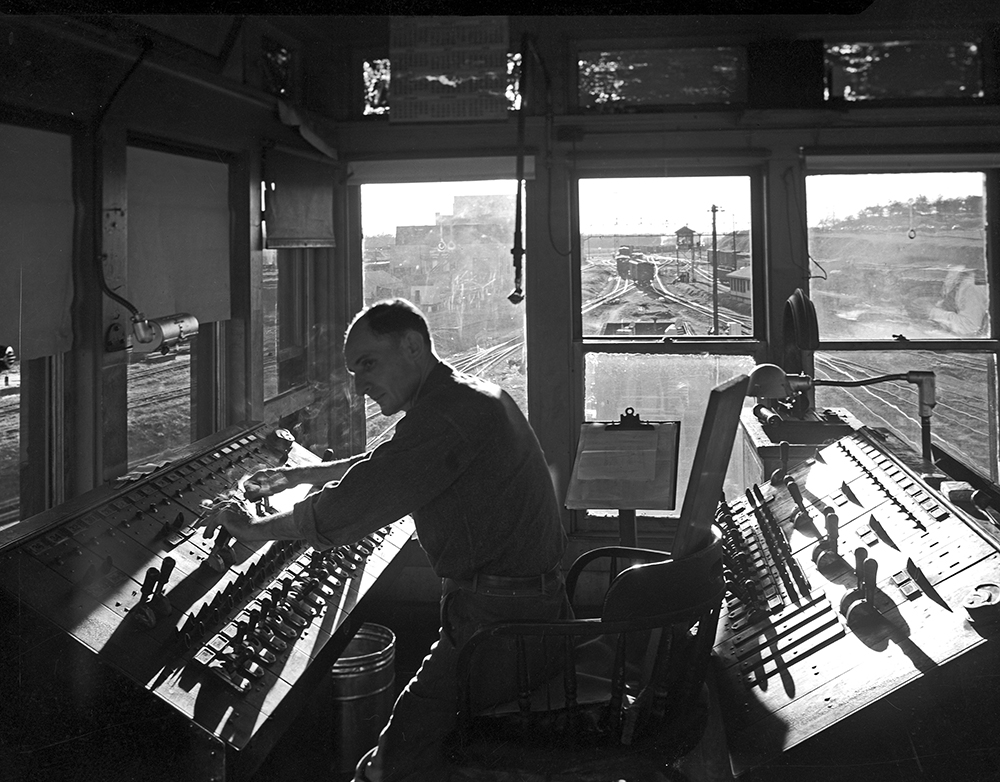
Stellwerk des Rangierbahnhofs 1946
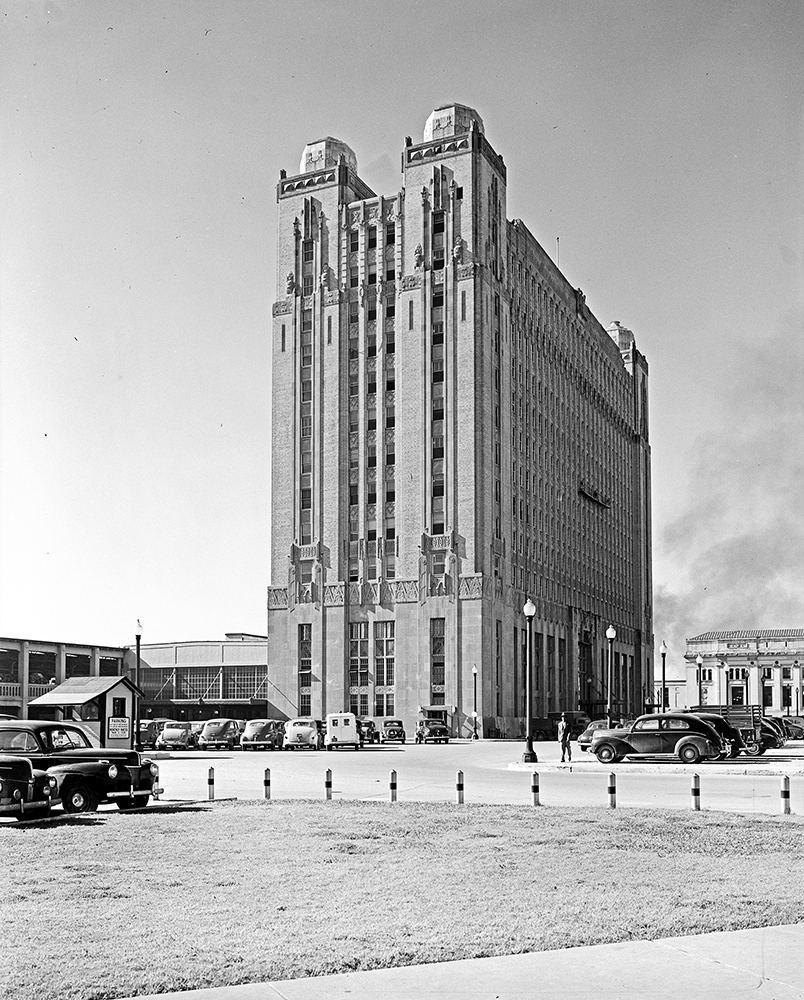
T&P Station im Stadtzentrum 1946
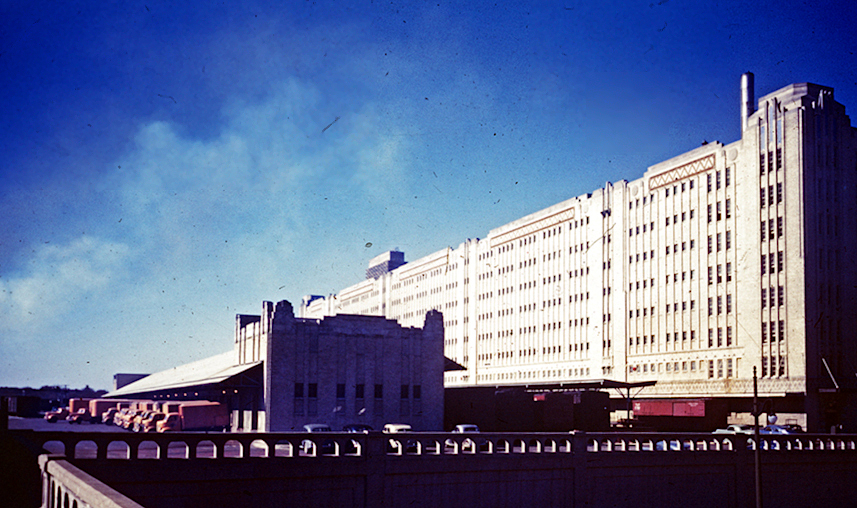
Das Terminal Warehouse war Güterbahnhof und Lagerhaus (1946)

## Heutige Anlage

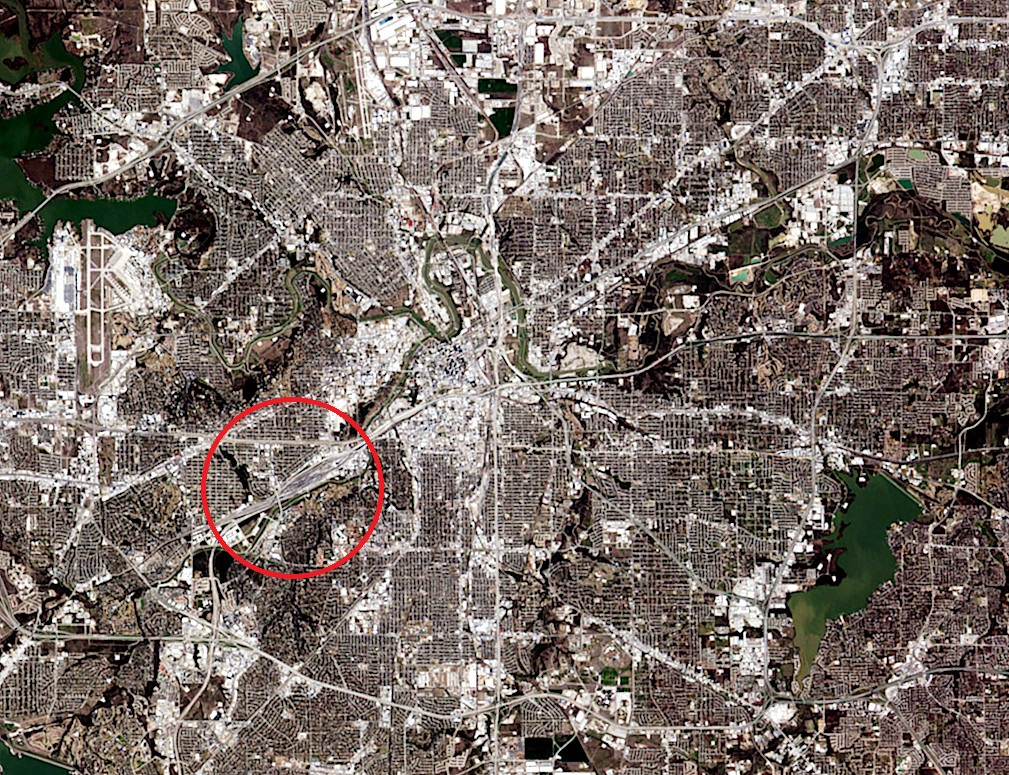
Satellitenbild von Fort Worth
(Davidson Yard)

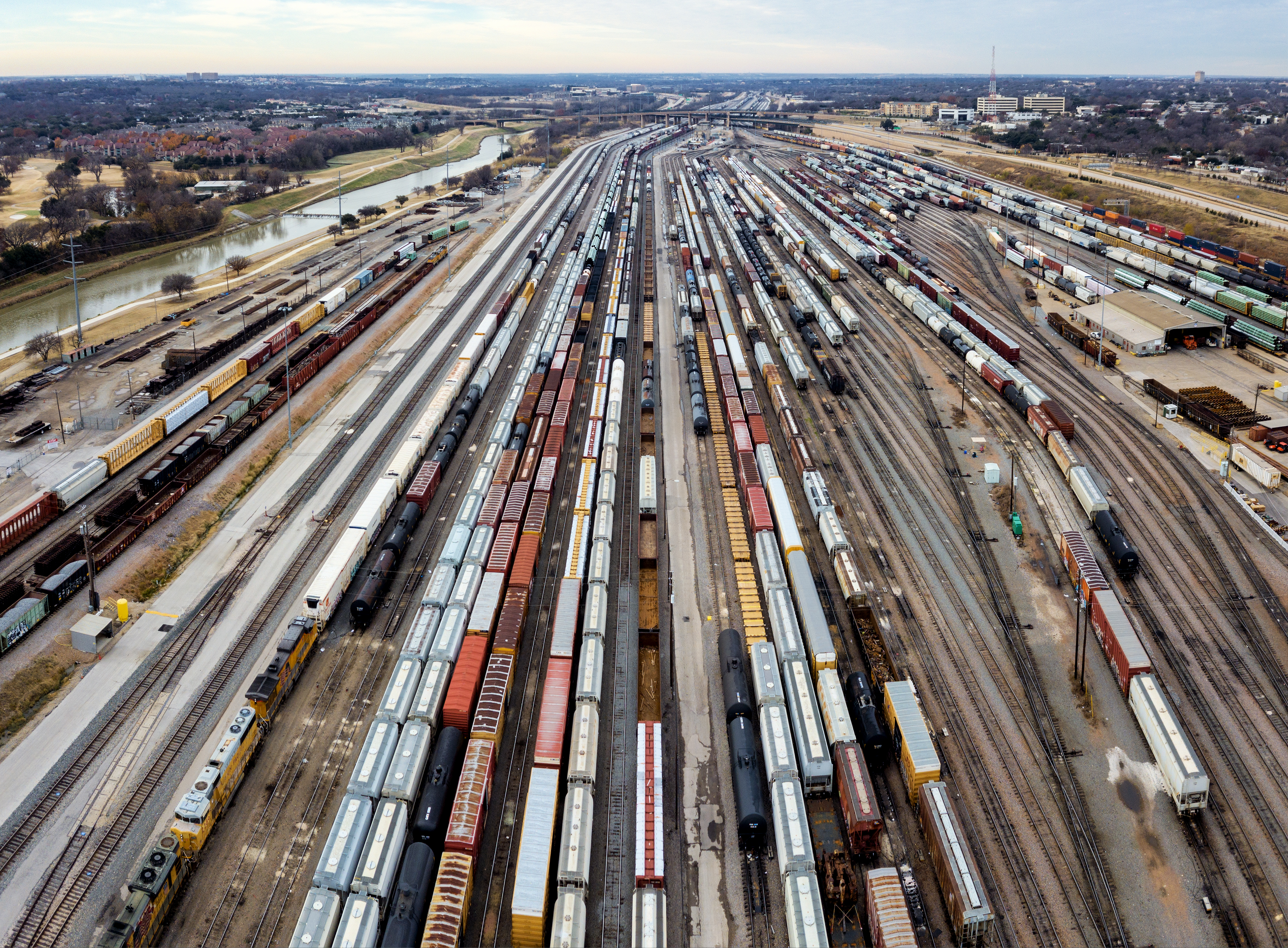
Blick nach Südwest auf den Davidson Yard, 2017

Der Flachbahnhof der UP erstreckt sich heute über ein Areal von 156 Hektar bei einer Gleislänge von insgesamt etwa 80 km. Er gliedert sich in eine Einfahrgruppe mit acht Gleisen, eine aus 43 Gleisen bestehende Richtungsharfe und eine Ausfahrgruppe mit zwölf Gleisen. Zusätzlich gibt es fünf Transfergleise zur Umfahrung des Rangierbahnhofs sowie Wartungshallen mit mehreren Zufahrtgleisen für Diesellokomotiven und Güterwagen auf der Ostseite. Der Ablaufberg und das sechsgeschossige Stellwerk befinden sich auf der Westseite des Rangierbahnhofs. Täglich werden etwa 1.800 Güterwagen rangiert und 20 Züge zusammengestellt, die Längen von über drei Kilometer erreichen können. Das jährliche umgeschlagene Volumen liegt bei 500.000 Güterwagen.